# Fredrik Ingier
Fredrik Ingier (født 11. februar 1805 i Ullensaker, død 28. juni 1882 i Skedsmo) var en norsk præst.
Ingier blev student 1822, cand. theol. 1825 samt 1826 kateket og førstelærer ved Borgerskolen i Skien. Han var fra 1831 sognepræst forskellige steder i Telemarken og Jarlsberg til 1849, da han blev sognepræst (senere provst) i Skedsmo (Romerike), hvor han virkede til sin død. Han var en lærd teolog, der alt i begyndelsen af 1830'erne optrådte som kritisk forfatter i Wexels' Tidsskrift for Kirkekrønike og senere vakte opmærksomhed ved afhandlinger i Teologisk Tidsskrift og et par småskrifter om den ved præsten Lammers vakte religiøse bevægelse i den norske kirke omkring 1855. Mest kendt, også i Danmark, blev Ingier som en af grundtvigianismens varmeste og med teologisk lærdom bedst udrustede talsmænd i Norge. Mod Caspari skrev Ingier Om den kirkelige Anskuelse (1861) og Pietisterne eller Forsamlingsfolket (1868) og mod Martensen Om Ordet af Herrens Mund (1864).